# Estación Anasagasti
Anasagasti es una estación de ferrocarril ubicada en el paraje rural del mismo nombre, partido de Navarro, Provincia de Buenos Aires, Argentina.
Se encuentra usurpada y en pésimo estado de conservación.

## Historia
Fue construida por la Compañía General de Ferrocarriles en la Provincia de Buenos Aires en 1908, como parte de la vía que llegó a Patricios en ese mismo año.
No presta servicios de pasajeros desde 1993.
- Datos: Q5840842